# Akai Teruko
Akai Teruko (赤井輝子 Xích Tĩnh Huy Tử,  ngày 6 tháng 11 năm 1514 – ngày 17 tháng 12 năm 1594) hay Myoinni (妙印尼 Diệu Ấn Ni) là nữ samurai thời kỳ Sengoku. Bà là con gái của Akai Terumitsu, vợ Yura Shigeru gia thần nhà Hōjō và là bà của Kaihime.
Bà được phụ thân chỉ dạy cách sử dụng thanh ko-naginata, từng xông pha trận mạc nhiều lần hồi còn trẻ cho đến lúc 70 tuổi vẫn bình tĩnh chỉ huy ba nghìn quân còn lại cố thủ thành Kanayama suốt hơn 15 tháng trước sự công phá từ đại quân của nhà Hōjō.
Trái ngược với cô cháu gái nổi tiếng tên Kaihime vốn được mệnh danh là "Người phụ nữ đẹp nhất miền đông Nhật Bản" (東国無双の美人), Teruko được người đời xưng tụng là ''Người phụ nữ mạnh nhất thời Sengoku'' (戦国時代最強の女丈夫).